# Bulbophyllum cyrtognomom
Bulbophyllum cyrtognomom är en orkidéart som beskrevs av Jaap J. Vermeulen och Anthony L. Lamb. Bulbophyllum cyrtognomom ingår i släktet Bulbophyllum och familjen orkidéer. Inga underarter finns listade i Catalogue of Life.